# Салчени (Васлуј)
Салчени (рум. Sălceni) насеље је у Румунији у округу Васлуј у општини Покидија. Oпштина се налази на надморској висини од 96 m.

## Становништво
Према подацима из 2002. године у насељу је живело 997 становника, од којих су сви румунске националности.